# Rechasim
Rechasim (hebrejsky רְכָסִים, doslova „Hřebeny“, podle biblického citátu z Knihy Izajáš 40,4 – „Pahorkatina ať v rovinu se změní a horské hřbety v pláně“, v oficiálním přepisu do angličtiny Rekhasim) je místní rada (menší město) v Izraeli, v Haifském distriktu.

## Geografie
Leží v nadmořské výšce 59 metrů na pahorcích na okraji Zebulunského údolí. Severně od obce údolím protéká potok Nachal Cipori, který nedaleko odtud ústí do řeky Kišon.
Nachází se cca 13 kilometrů jihovýchodně od centra Haify a cca 80 kilometrů severovýchodně od centra Tel Avivu. Rechasim se nachází na okraji hustě osídleného a zároveň intenzivně zemědělsky využívaného pásu poblíž Haifského zálivu. Osídlení v tomto regionu je etnicky smíšené. Vlastní město Rechasim a osady severně, západně i jižně odtud jsou ve své většině židovské. Na východní a severovýchodní straně začínají i vesnice a města obydlené izraelskými Araby. Město Rechasim je na dopravní síť napojeno pomocí Dálnice číslo 75 a Dálnice číslo 70. Do sousední vesnice Ibtin a do města Kirjat Tiv'on vede lokální silnice číslo 762.

## Dějiny
Obec Rechasim byla založena v roce 1957, podle jiného pramene už roku 1951 skupinou 32 rodin veteránů Židovské brigády. Jméno nová osada obdržela podle čtyř pahorků, na kterých se rozkládá. Až do roku 1959 šlo o vesnické sídlo, které toho roku obdrželo status místní rady. Obec přijala obyvatele nedalekého přistěhovaleckého tábora (Ma'abara), který se rozkládal u sousední vesnice Kfar Chasidim. Rechasim počátkem 60. let 20. století přijalo přistěhovaleckou vlnu židů z tehdejšího SSSR, Rumunska a severní Afriky. Roku 1954 byla v obci založena ješiva, která sem začala lákat ultraortodoxní židy. Ekonomické potíže a nedostatek pracovních míst zároveň vedly k odlivu sekulárních obyvatel, takže ultraortodoxní charakter města se dál posiloval. Sídlí zde náboženské vzdělávací instituce jako Or Chadaš (אור חדש) a dvě velké ješivy, ve kterých působí v oboru náboženského školství velká část místních obyvatel.
Celkem ve městě funguje 20–25 ješiv. Největší z nich má 180 studentů. Město bývá označováno za ultraortodoxní centrum izraelského Severu. V Rechasim je k dispozici městská autobusová doprava, která spojuje jednotlivé čtvrti a náboženské ústavy. Funguje zde několik obchodů, poštovní úřad.

## Demografie
Rechasim je obec s obyvateli vyznávajícími ultraortodoxní judaismus. Podstatnou část obyvatel tvoří takzvaní Ba'alej tšuva – tedy lidé, kteří vyrůstali jako sekulární Židé a později se obrátili na víru. Podle údajů z roku 2009 tvořili naprostou většinu obyvatel Židé – cca 9 200 osob (včetně statistické kategorie "ostatní", která zahrnuje nearabské obyvatele židovského původu ale bez formální příslušnosti k židovskému náboženství, cca 9 200 osob).
Jde o středně velkou obec městského typu s dlouhodobě rostoucí populací. K 31. prosinci 2014 zde žilo 10 300 lidí.
| Rok            | 1961  | 1972  | 1980  | 1983  | 1990  | 1993  | 1994  | 1995  | 1996  | 1997  | 1998  | 1999  | 2000  |
| -------------- | ----- | ----- | ----- | ----- | ----- | ----- | ----- | ----- | ----- | ----- | ----- | ----- | ----- |
| Počet obyvatel | 1 823 | 2 444 | 3 200 | 3 739 | 4 200 | 5 000 | 5 100 | 5 786 | 6 400 | 6 800 | 7 100 | 7 300 | 7 500 |

| Rok            | 2001  | 2002  | 2003  | 2004  | 2005  | 2006  | 2007  | 2008  | 2009  | 2010  | 2011  | 2012  | 2013   | 2014   |
| -------------- | ----- | ----- | ----- | ----- | ----- | ----- | ----- | ----- | ----- | ----- | ----- | ----- | ------ | ------ |
| Počet obyvatel | 7 600 | 7 700 | 8 100 | 8 300 | 8 400 | 8 600 | 8 800 | 8 918 | 9 211 | 9 500 | 9 800 | 9 700 | 10 100 | 10 300 |